# Georgskirche (Drohobytsch)

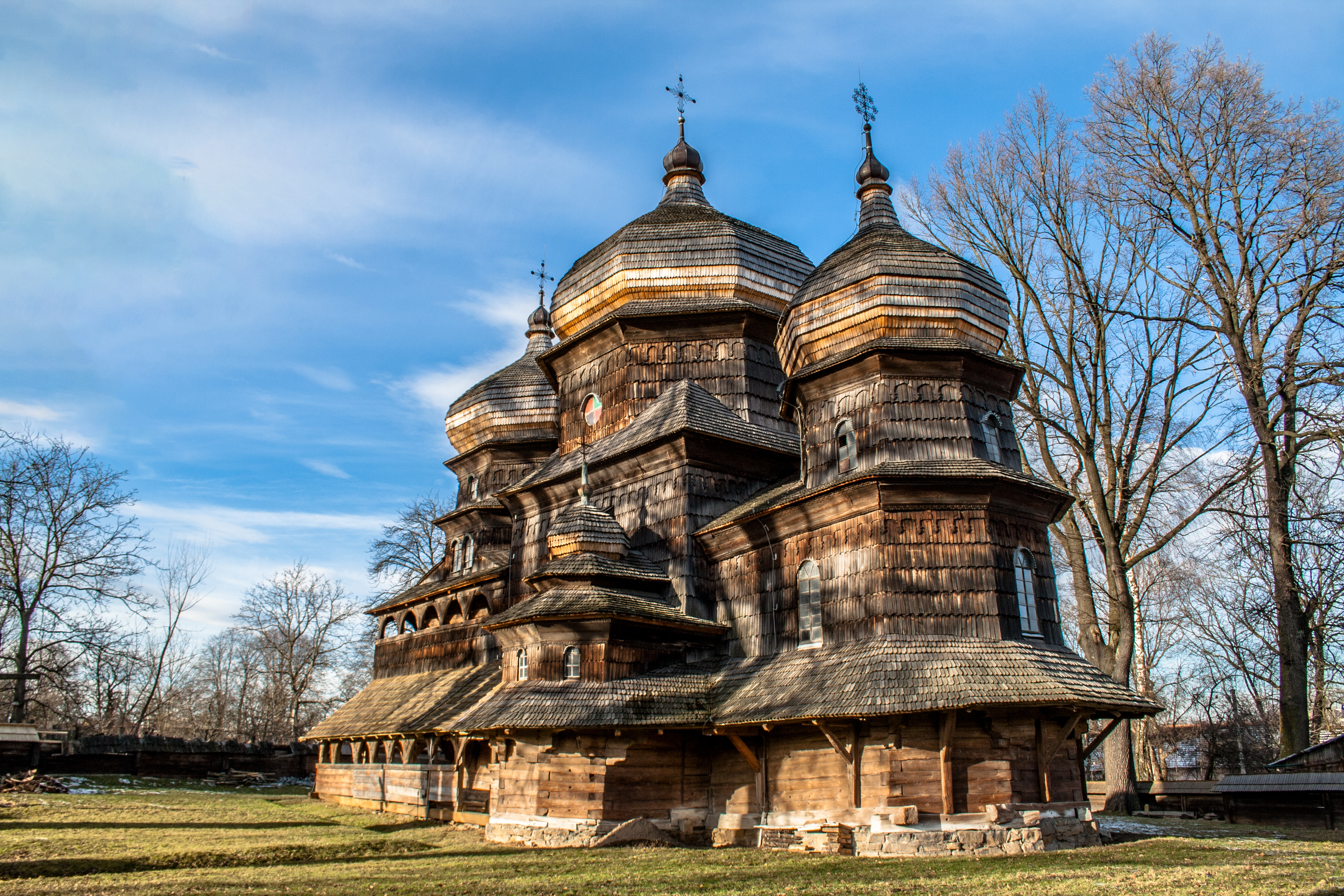
Gesamtansicht von Norden (2016)

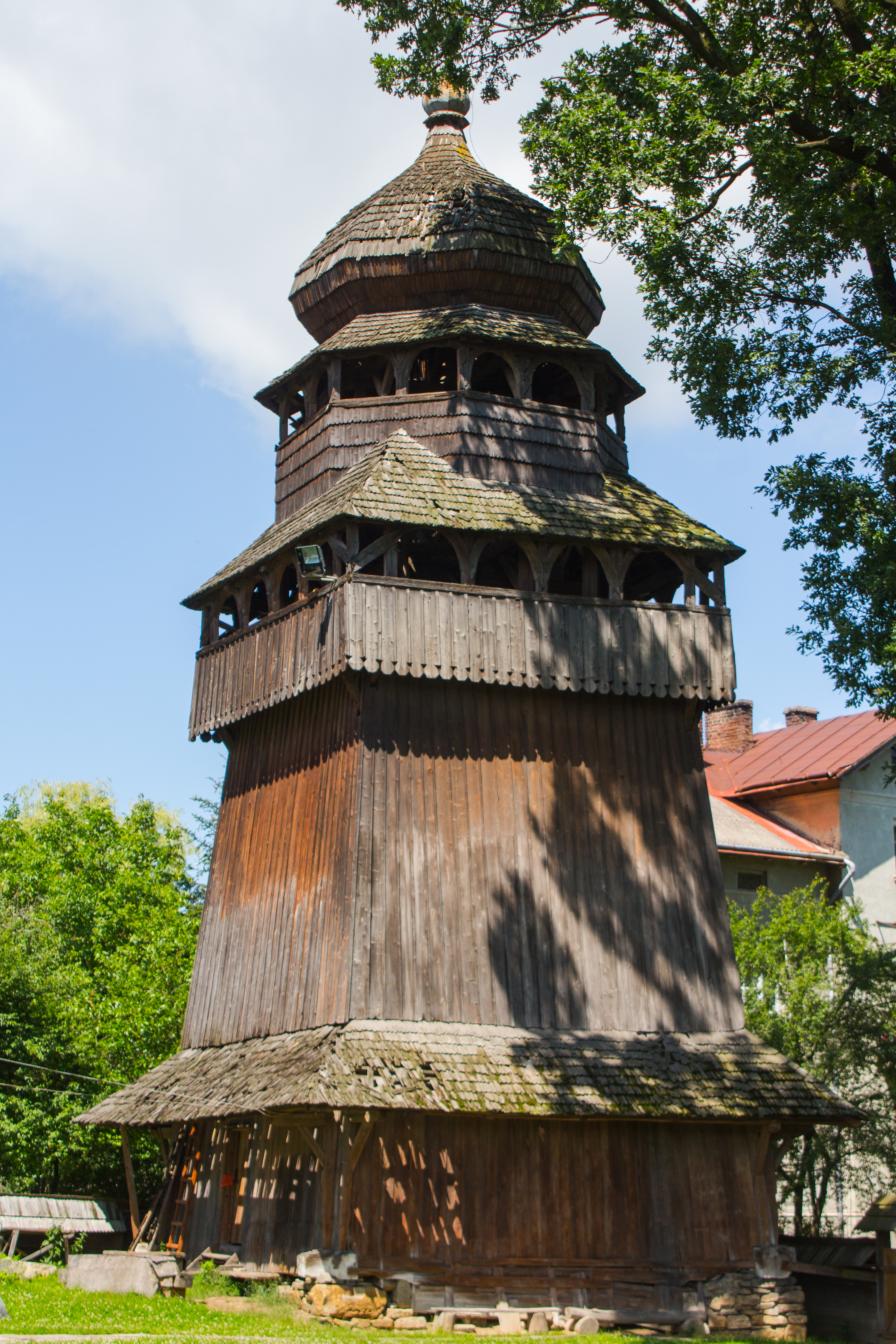
Ansicht des Glockenturms (2017)

Die Georgskirche (ukrainisch Церква Святого Юра) ist eine Holzkirche in Drohobytsch (Дрогобич; Rajon Drohobytsch) in der Oblast Lwiw in der Ukraine. Die Kirche gehört zum grenzübergreifenden UNESCO-Welterbe „Holzkirchen der Karpatenregion“ und ist dem Heiligen Georg gewidmet. Sie wird als Museum genutzt.

## Lage
Die Kirche liegt südwestlich des Stadtzentrums. Sie ist geostet.

## Geschichte
Die Kirche stammt aus der Zeit der Wende zum 16. Jahrhundert. Sie wurde 1656 (nach einigen Angaben 1657) am ursprünglichen Standort in Teile zerlegt und in Drohobytsch wieder aufgebaut, wo Tataren die Kirche niedergebrannt hatten. Der hölzerne Glockenturm an der Nordwestseite wurde 1678 erbaut und bis 1711 häufig repariert. Er hat sein ursprüngliches Aussehen bewahrt und „gehört zu den am besten erhaltenen Denkmälern der galizischen Volksarchitektur des 17. Jahrhunderts“. Die Kirche dient als Museum und wird nur an wichtigen Feiertagen zum Gottesdienst genutzt.

## Beschreibung
Die Kirche gehört zum galizischen Typus der Holzkirchen, wie die ebenfalls zum Welterbe gehörende Paraskewi-Kirche in Radruż (Polen) und die Heiliggeistkirche in Potelytsch sowie die Dreifaltigkeitskirche in Schowkwa (beide Ukraine).